# 多夫然卡 (多馬尼夫卡區)
47°48′17″N 30°47′58″E / 47.80472°N 30.79944°E
多夫然卡（烏克蘭語：Довжанка），是烏克蘭南部的村莊，隸屬尼古拉耶夫州的沃茲涅先斯克區。該村面積1平方公里，海拔高度134米，2001年人口131，人口密度每平方公里131人。